# Joseph Windhausen
Joseph Windhausen (Burgwaldniel (tegenwoordig Waldniel, gemeente Schwalmtal), Duitsland, 22 november 1865 – Goch, 30 mei 1936) was een Duits-Nederlands priester en kunstenaar.

## Levensloop
Hij was de vierde zoon van Peter Heinrich Windhausen, een Duits schilder die zich in 1873 in Roermond vestigde, waar destijds een gunstig klimaat voor kunstenaars heerste. Ook zijn broers, Heinrich, Albin en Paul Windhausen waren kunstenaar. Hij werd echter opgeleid als priester. Van maart 1890 tot en met september 1892 doorliep hij het Grootseminarie van Roermond. Hij ontving op 2 april 1892 in Roermond zijn priesterwijding en was van 1892 tot 1902 kapelaan van de parochie van de heilige Martinus in Venlo. Omdat hij zich meer kunstenaar dan priester voelde, werd hij door de bisschop van Roermond vrijgesteld. Hij kreeg eervol ontslag en verhuisde naar Goch, waar hij in 1902 in dienst trad van het atelier voor kerkelijke kunst van de beeldhouwer Ferdinand Langenberg. ‘Herrn Bildhauer Langenberg ist es gelungen, ihn als Dozenten und Praktiker der Christlichen Kunst für unsere Vaterstadt zu gewinnen’, bericht een lokale krant begin 20e eeuw. Hij woonde in bij Langenberg en werd in Goch de freikaplan genoemd. Hij ontwierp altaarstukken, die Langenberg uitvoerde voor diverse kerken in het Nederrijngebied, Münsterland en Oost-Nederland. Ook zorgde Windhausen ervoor dat de werkstukken van het atelier kerkelijk verantwoord waren.
Daarnaast werkte hij veel samen met zijn broer Albin, die gespecialiseerd was in kerkelijke schilderkunst. In het archief van de Stichting Kerkelijk Kunstbezit in Utrecht bevindt zich een brief gedateerd 28 augustus 1931 waarin Joseph Windhausen bemiddelt tussen provisor W. Cloots van het Grootseminarie van Roermond en Albin bij de opdracht voor een drieluik voor de Caroluskapel in Roermond. Windhausen was ook een enthousiast fotograaf. Als zodanig begeleidde hij Langenbergs dochter, Maria, op haar fotoreizen door Europa.

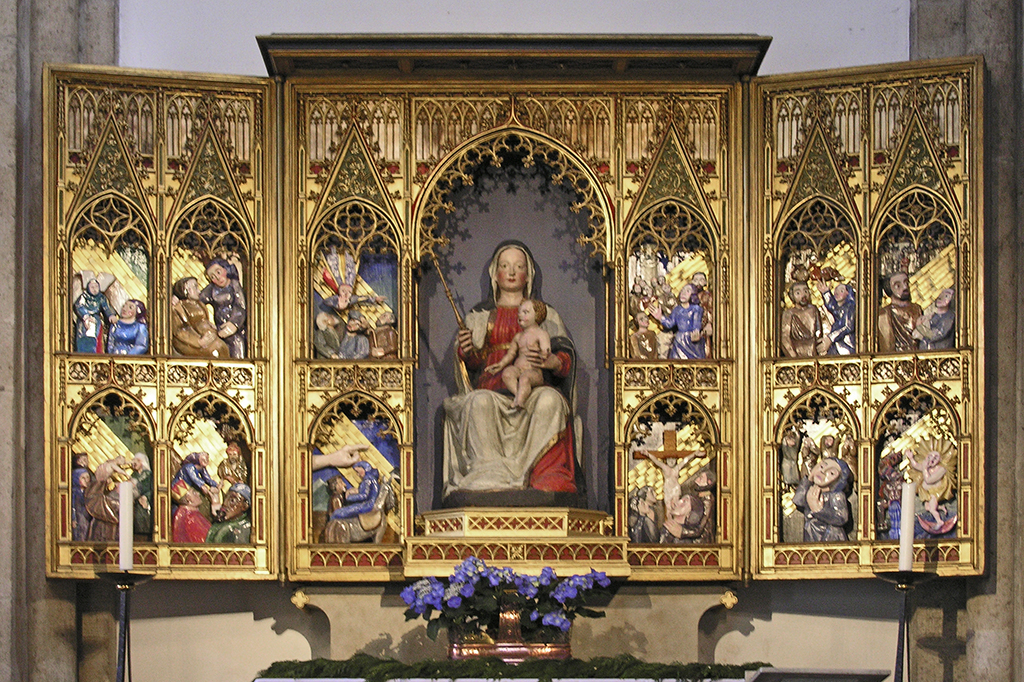
Ferdinand Langenberg (naar een ontwerp van Joseph Windhausen). Altaarstuk. 1909-1911. Keulen, Apostelenkerk. De 12 taferelen ter weerszijde van de Maria met kind zijn in 1994 gemaakt door Henrike en Dieter Franz. De Maria met kind zelf is Zwabisch en dateert van omstreeks 1500.

Langenberg droeg de leiding van zijn atelier in 1925 over aan zijn zoon, Joseph. Een al te star vasthouden aan de principes van de middeleeuwse kunst en het onvermogen zich aan de veranderde smaak van opdrachtgevers aan te passen, zorgden ervoor dat het aantal opdrachten sterk afnam. Vlak na de dood van Windhausen op 30 mei 1936 sloot Joseph Langenberg het atelier. Windhausen werd begraven op het oude kerkhof Kalvarienberg in Goch.

## Werk
Windhausen ontwierp onder meer het hoofdaltaar van de Sint-Martinuskerk in Venlo (1898-1901). Zijn broer Paul voerde wandschilderingen uit in deze kerk. Verder ontwierp Windhausen het vergulde altaar in de Apostelenkerk in Keulen, dat Langenberg in 1909-1911 uitvoerde. Deze opdracht was het resultaat van een in 1908 door Windhausen gewonnen internationale prijsvraag. Windhausen werkte twee jaar aan deze opdracht. ‘Der Entwurf stammte von J. Windhausen, die Figurengruppen waren in Galvanoplastik ausgeführt, das sechs Zentner schwere Tabernakel war drehbar gelagert, die Alterflügel bewegten sich in eigens dafür konstruierten Stahlstangen. Der ganze Altar war mehrere Millimeter stark vergoldet und mit einer Unzahl von Edelsteinen und Halbedelsteinen verziert’, stond er in de krant. In 1921 ontwierp hij het hoofdaltaar van de kapel van sanatorium Huize De Berg in Heerlen.

## Stamboom
|                               |                               |                               |                               |                               |                               |  |  |                            |                            |                            |                            | Peter Heinrich Windhausen 1832-1903 |                            |  |  |                             |                             |                             |                             |                             |                             |  |  |                               |                               |                               |                               |                               |                               |  |  |  |  |  |  |  |  |  |  |  |  |  |  |  |  |  |  |  |  |  |  |  |  |  |  |
|                               |                               |                               |                               |                               |                               |  |  |                            |                            |                            |                            |                                     |                            |  |  |                             |                             |                             |                             |                             |                             |  |  |                               |                               |                               |                               |                               |                               |  |  |  |  |  |  |  |  |  |  |  |  |  |  |  |  |  |  |  |  |  |  |  |  |  |  |
|                               |                               |                               |                               |                               |                               |  |  |                            |                            |                            |                            |                                     |                            |  |  |                             |                             |                             |                             |                             |                             |  |  |                               |                               |                               |                               |                               |                               |  |  |  |  |  |  |  |  |  |  |  |  |  |  |  |  |  |  |  |  |  |  |  |  |  |  |
| Heinrich Windhausen 1857-1920 | Heinrich Windhausen 1857-1920 | Heinrich Windhausen 1857-1920 | Heinrich Windhausen 1857-1920 | Heinrich Windhausen 1857-1920 | Heinrich Windhausen 1857-1920 |  |  | Albin Windhausen 1863-1946 | Albin Windhausen 1863-1946 | Albin Windhausen 1863-1946 | Albin Windhausen 1863-1946 | Albin Windhausen 1863-1946          | Albin Windhausen 1863-1946 |  |  | Joseph Windhausen 1865-1936 | Joseph Windhausen 1865-1936 | Joseph Windhausen 1865-1936 | Joseph Windhausen 1865-1936 | Joseph Windhausen 1865-1936 | Joseph Windhausen 1865-1936 |  |  | Paul Windhausen sr. 1871-1944 | Paul Windhausen sr. 1871-1944 | Paul Windhausen sr. 1871-1944 | Paul Windhausen sr. 1871-1944 | Paul Windhausen sr. 1871-1944 | Paul Windhausen sr. 1871-1944 |  |  |  |  |  |  |  |  |  |  |  |  |  |  |  |  |  |  |  |  |  |  |  |  |  |  |
| Heinrich Windhausen 1857-1920 | Heinrich Windhausen 1857-1920 | Heinrich Windhausen 1857-1920 | Heinrich Windhausen 1857-1920 | Heinrich Windhausen 1857-1920 | Heinrich Windhausen 1857-1920 |  |  | Albin Windhausen 1863-1946 | Albin Windhausen 1863-1946 | Albin Windhausen 1863-1946 | Albin Windhausen 1863-1946 | Albin Windhausen 1863-1946          | Albin Windhausen 1863-1946 |  |  | Joseph Windhausen 1865-1936 | Joseph Windhausen 1865-1936 | Joseph Windhausen 1865-1936 | Joseph Windhausen 1865-1936 | Joseph Windhausen 1865-1936 | Joseph Windhausen 1865-1936 |  |  | Paul Windhausen sr. 1871-1944 | Paul Windhausen sr. 1871-1944 | Paul Windhausen sr. 1871-1944 | Paul Windhausen sr. 1871-1944 | Paul Windhausen sr. 1871-1944 | Paul Windhausen sr. 1871-1944 |  |  |  |  |  |  |  |  |  |  |  |  |  |  |  |  |  |  |  |  |  |  |  |  |  |  |
| Paul Windhausen 1892-1945     | Paul Windhausen 1892-1945     | Paul Windhausen 1892-1945     | Paul Windhausen 1892-1945     | Paul Windhausen 1892-1945     | Paul Windhausen 1892-1945     |  |  | Fons Windhausen 1901-1973  | Fons Windhausen 1901-1973  | Fons Windhausen 1901-1973  | Fons Windhausen 1901-1973  | Fons Windhausen 1901-1973           | Fons Windhausen 1901-1973  |  |  |                             |                             |                             |                             |                             |                             |  |  | Paul Windhausen jr. 1903-1944 | Paul Windhausen jr. 1903-1944 | Paul Windhausen jr. 1903-1944 | Paul Windhausen jr. 1903-1944 | Paul Windhausen jr. 1903-1944 | Paul Windhausen jr. 1903-1944 |  |  |  |  |  |  |  |  |  |  |  |  |  |  |  |  |  |  |  |  |  |  |  |  |  |  |
| Paul Windhausen 1892-1945     | Paul Windhausen 1892-1945     | Paul Windhausen 1892-1945     | Paul Windhausen 1892-1945     | Paul Windhausen 1892-1945     | Paul Windhausen 1892-1945     |  |  | Fons Windhausen 1901-1973  | Fons Windhausen 1901-1973  | Fons Windhausen 1901-1973  | Fons Windhausen 1901-1973  | Fons Windhausen 1901-1973           | Fons Windhausen 1901-1973  |  |  |                             |                             |                             |                             |                             |                             |  |  | Paul Windhausen jr. 1903-1944 | Paul Windhausen jr. 1903-1944 | Paul Windhausen jr. 1903-1944 | Paul Windhausen jr. 1903-1944 | Paul Windhausen jr. 1903-1944 | Paul Windhausen jr. 1903-1944 |  |  |  |  |  |  |  |  |  |  |  |  |  |  |  |  |  |  |  |  |  |  |  |  |  |  |
|                               |                               |                               |                               |                               |                               |  |  |                            |                            |                            |                            |                                     |                            |  |  |                             |                             |                             |                             |                             |                             |  |  |                               |                               |                               |                               |                               |                               |  |  |  |  |  |  |  |  |  |  |  |  |  |  |  |  |  |  |  |  |  |  |  |  |  |  |
| Albin Windhausen 1937         | Albin Windhausen 1937         | Albin Windhausen 1937         | Albin Windhausen 1937         | Albin Windhausen 1937         | Albin Windhausen 1937         |  |  | Margriet Windhausen 1942   | Margriet Windhausen 1942   | Margriet Windhausen 1942   | Margriet Windhausen 1942   | Margriet Windhausen 1942            | Margriet Windhausen 1942   |  |  | Ward Windhausen 1949        | Ward Windhausen 1949        | Ward Windhausen 1949        | Ward Windhausen 1949        | Ward Windhausen 1949        | Ward Windhausen 1949        |  |  |                               |                               |                               |                               |                               |                               |  |  |  |  |  |  |  |  |  |  |  |  |  |  |  |  |  |  |  |  |  |  |  |  |  |  |
| Albin Windhausen 1937         | Albin Windhausen 1937         | Albin Windhausen 1937         | Albin Windhausen 1937         | Albin Windhausen 1937         | Albin Windhausen 1937         |  |  | Margriet Windhausen 1942   | Margriet Windhausen 1942   | Margriet Windhausen 1942   | Margriet Windhausen 1942   | Margriet Windhausen 1942            | Margriet Windhausen 1942   |  |  | Ward Windhausen 1949        | Ward Windhausen 1949        | Ward Windhausen 1949        | Ward Windhausen 1949        | Ward Windhausen 1949        | Ward Windhausen 1949        |  |  |                               |                               |                               |                               |                               |                               |  |  |  |  |  |  |  |  |  |  |  |  |  |  |  |  |  |  |  |  |  |  |  |  |  |  |
| Miriam Windhausen             |                               |                               |                               |                               |                               |  |  |                            |                            |                            |                            |                                     |                            |  |  |                             |                             |                             |                             |                             |                             |  |  |                               |                               |                               |                               |                               |                               |  |  |  |  |  |  |  |  |  |  |  |  |  |  |  |  |  |  |  |  |  |  |  |  |  |  |